# Den russisk-tyrkiske krig (1686-1700)
Den russisk-tyrkiske krig 1686–1700 var en del af en fælles europæisk militær indsats mod Det Osmanniske Rige, kaldet Den store tyrkiske krig.
Den russisk-tyrkiske krig blev indledt, da Zar-Rusland i 1686 tilsluttede sig Den Hellige Liga, der var blevet dannet i 1684 efter Slaget om Wien året inden som en anti-osmannisk alliance indgået mellem Habsburg-monarkiet, Den polsk-litauiske realunion og Republikken Venedig. Rusland tiltrådte ligaen, da Polen-Litauen ved Den evige fred i 1686 accepterede at overdrage Kijev og det vestlige Ukraine til Rusland.

## Krigen
Under krigen iværksatte Rusland to felttog mod Krim, der dog begge endte med russiske nederlag. På trods af nederlagene i de to felttog havde de stor betydning i forholdet til osmannerne. Det var første gang siden 1569, at Rusland forsøgte at angribe Krim-khanatet, der var allieret med osmannerne. Angrebene kom som en overraskelse for osmannerne, der blev nødt til at sende større troppeenheder fra det centrale Europa mod Krim, hvilket svækkede osmannerne i de øvrige kampe mod Den Hellige Ligas medlemmer.
Udover de to felttog mod Krim iværksatte Rusland to felttog mod Azov, som blev belejret i 1695 og som i 1696 blev indtaget fra osmannerne. Indtagelsen af Azov var en vigtig strategisk sejr for Rusland, da Azov med sin beliggenhed til ved Azovhavet gav Rusland adgang til Sortehavet.

## Fredstraktat
Den store tyrkiske krig blev afsluttet ved Karlowitztraktaten i 1699, der blev afslutningen på den osmanniske kontrol over store dele af Centraleuropa. En separat fredsaftale mellem Rusland og Det Osmanniske Rige, Konstantinopeltraktaten, blev indgået i 1700, hvorved den russisk-osmanniske krig blev endeligt afsluttet. Ved traktaten overdrog osmannerne Azov til Rusland, der ligeledes overtog fæstningerne i Taganrog, Pavlovsk og ved floden Mius. Herudover fik Rusland en ambassadør i Konstantinopel, ligesom alle russiske krigsfanger blev frigivet. Zaren påtog sig at sikre, at sine vasaller, kosakkerne ikke ville angribe osmannerne, og osmannerne påtog sig, at deres vasal, Krim-khanatet, ikke ville angribe Rusland